# François l'Olonnais
 (septembre 2011).
François l'Olonnais, aussi appelé l'Olonnais, l'Olonnois, Lolonois, Lolona, né vers 1630 aux Sables-d'Olonne et mort vers 1669, est un flibustier français, considéré comme un des pirates les plus cruels de tous les temps.
François l'Olonnais commet ses principaux actes de piraterie en compagnie de Michel le Basque. Après avoir fait naufrage en 1669 sur la côte de la province de Darién (actuel Panama), il aurait été capturé et dévoré par des Indiens cannibales.
Son identité reste inconnue. Certains auteurs l'ont désigné sous le nom de Jean-David Nau, sans citer de source probante. Selon le Dictionnaire des Corsaires et des Pirates (2013), ce prénom et ce nom sont « au pire une invention, au mieux une confusion ».

## Contexte historique: la piraterie dans les Caraïbes
À la suite de sa conquête des îles Caraïbes, de l'Amérique centrale et de l'Amérique du Sud de 1492 a 1550, l'Espagne établit un empire (vice-royauté de Nouvelle-Espagne et vice-royauté du Pérou), dont elle importe notamment le produit des mines d'or et d'argent. Ces richesses transitent d'Amérique en Espagne par la Flotte des Indes (occidentales). 
C'est une aubaine extraordinaire pour la piraterie qui se développe alors dans la mer des Caraïbes, mais les Espagnols ne sont pas tendres envers ceux qui s'attaquent à leurs galions. Aussi, tous les flibustiers, qu'ils soient d'origine française, néerlandaise, anglaise ou indigène, voire africaine (esclaves en fuite), sont unis par leur haine des Espagnols.
On peut citer, en plus de l'Olonnais (ou « l'Olonnois », selon l'orthographe d'époque) Daniel Monbars, dit « L'Exterminateur », Bartholoméo le Portugais ou encore Roche Brasileiro, dit « Le Roc »[réf. nécessaire].
L'île de la Tortue, située non loin de l'île d'Hispaniola (Saint-Domingue), joue un rôle important dans la piraterie anti-espagnole. 

## Biographie

### Débuts dans le Nouveau Monde
Né aux Sables-d'Olonne d'où son nom, il arrive sur l'île de la Tortue en 1660 comme "engagé", sorte de contrat de travail de trois ans pour la Compagnie des Îles d'Amérique qui est en fait une sorte de demi-esclavage. 
Après avoir rempli son contrat, il devient flibustier en empruntant un navire et en engageant des hommes. Huit mois plus tard, il s'associe à un autre pirate, Michel le Basque, et compte huit navires et 400 hommes.

### L'Olonnais devient flibustier
Après plusieurs années de chasse, le jeune boucanier décide de prendre la mer comme flibustier. Devenu pirate, l'Olonnois fait la preuve de son courage et de sa décision, si bien que le jour où son capitaine tombe au combat, il est élu capitaine par l'équipage. Malgré plusieurs prises, il perd son navire dans une violente tempête. Toutefois, sa réputation lui permet, avec le soutien de Frédérick Deschamps de La Place, gouverneur du roi de France sur l'île de la Tortue, d'armer rapidement une nouvelle unité. L'Olonnais commence à acquérir une telle réputation de cruauté vis-à-vis de ses prisonniers que tous les navires espagnols, toutes les villes combattent contre lui jusqu'au dernier homme.
Après plusieurs bonnes prises, il fait naufrage non loin de Campêche, au Mexique. Lorsque les Espagnols le débusquent, ils abattent tout l'équipage. L'Olonnois n'échappe à la mort qu'en se barbouillant de sang et en se cachant sous des cadavres. Dès le départ des Espagnols, il revêt l'uniforme d'un espagnol, gagne Campêche, convainc quelques esclaves avec lesquels il s'empare d'un canot et revient à la rame à la Tortue. De nouveau, l'Olonnois parvient, avec l'aide du gouverneur, à armer un navire. Tandis que les espagnols fêtent leur victoire sur le pirate, l'Olonnois guette déjà sur son troisième navire les galions espagnols devant La Havane.

### La prise de Maracaïbo
C'est avec Michel le Basque, autre grand chef flibustier, que l'Olonnais entreprend en 1666 la première grande expédition de flibustiers contre le continent sud-américain. Les deux hommes réunissent pour cette campagne huit voiliers et un corps de débarquement de 650 hommes sous leurs ordres. Sur le chemin de Maracaïbo (aujourd'hui au Venezuela), objectif de leur raid, ils s'emparent de quelques bonnes prises, dont un grand voilier espagnol chargé de cacao et de 300 000 thalers.

Maracaibo, Cabimas, Ciudad Ojeda et Gibraltar

Maracaibo, située à l'extrémité du lac du même nom, est reliée à la mer par un étroit chenal défendu par le fort San Carlos. L'Olonnais et le Basque débarquent leurs troupes hors de portée des canons du fort et le prennent d'assaut. Puis ils font route dans le chenal et attaquent la ville, qui comptait alors 4 000 habitants, et qui se défend âprement. Alors qu'ils sont encore occupés à piller, les flibustiers apprennent qu'un détachement espagnol a été envoyé en renfort. L'Olonnais marche à la rencontre de cette troupe avec un groupe de 380 hommes, et les met en pièces non loin de la petite ville de Gibraltar. Les Espagnols perdent 500 hommes, tandis que les flibustiers ne comptent que 40 morts et 30 blessés. L'Olonnais passe six semaines dans la ville de Gibraltar, qu'il met à sac, réunissant un riche butin. Mais dans cette ville pillée et saccagée, une épidémie se déclare dans les rangs des pirates. Ils incendient alors la ville et reviennent vers Maracaïbo, qu'ils pillent à nouveau, cette fois radicalement. Le butin des flibustiers, composé de piastres, de biens provenant des églises et des couvents, est réparti entre les hommes conformément à la coutume des Frères de la côte dont fait partie L'Olonnais.
Après la prise de la ville vénézuélienne, l'Olonnais envisage de dévaster et de piller un pays tout entier, le Nicaragua espagnol. Fort de son succès à Maracaïbo, il rassemble six gros navires et 700 flibustiers. Le premier objectif de la campagne est le Cap Gracias a Dios (aujourd'hui au Honduras), mais la flottille est prise par la tempête et les courants poussent les flibustiers dans le golfe du Honduras. Ils décident de piller les côtes du golfe, jusqu'à ce que les conditions météorologiques leur permettent de poursuivre leur expédition. Leurs victimes sont de petites localités de pêcheurs de tortue, généralement des Indiens. Les flibustiers détruisent leurs cabanes et volent leurs embarcations, sapant ainsi les bases de l'existence de ces Indiens. Leur butin est maigre, mais la haine qu'ils éveillent est puissante.

### L'Olonnais le cruel
Leur première proie, de quelque importance, est un voilier espagnol armé de 20 canons, à Puerto Cabello. L'Olonnois se décide à marcher vers l'intérieur des terres. Il force des prisonniers à lui servir de guide vers la ville de San Pedro. La progression est difficile pour les flibustiers, non seulement à cause des obstacles naturels, mais aussi du fait des attaques incessantes des Espagnols qui ont été informés des projets de l'Olonnois. Au cours de cette marche, rapporte Alexandre-Olivier Exquemelin, premier historiographe des corsaires, l'Olonnois exerce contre les prisonniers espagnols la cruauté qui lui est usuelle :

« II avait pour habitude de tailler en pièces et d'arracher la langue aux personnes qui n'avouaient rien sous la torture. S'il l'avait pu, il aurait aimé procéder de même avec tous les Espagnols. Souvent, il arrivait que quelques-uns de ces malheureux prisonniers, sous la torture, promettent de montrer l'endroit où se cachaient leurs compatriotes avec leurs richesses. Ensuite, s'ils ne retrouvaient pas cet endroit, ils mouraient d'une mort plus cruelle que leurs camarades. »

Exquemelin, qui a été chirurgien des Frères de la côte au XVIIe siècle, rapporte aussi l'anecdote suivante : à la tête d’une vingtaine d'hommes, il vint mouiller devant Cuba où il s'empare d'un vaisseau espagnol qui devait lui livrer la chasse. Il apprend qu'à son bord se trouvait un bourreau spécialement engagé par le gouverneur pour le faire pendre ainsi que tous ses hommes.

« L'Olonois, à ces mots de bourreau et de pendre, devint tout furieux ; dans ce moment il fit ouvrir l'écoutille par laquelle il commanda aux Espagnols de monter un à un ; et à mesure qu'ils montaient, il leur coupait la tête avec son sabre. Il fit ce carnage seul et jusqu'au dernier. »

Sa cruauté est également décrite dans l'ouvrage La Coupe d'or de John Steinbeck. Énumérant les nombreux pirates ayant marqué l'histoire de la mer, il en vient à parler de François l'Olonnais :

« Il arrachait la langue de ses prisonniers, et les découpait en morceaux à coups de sabre. Les Espagnols auraient préféré rencontrer le diable sous n'importe quelle forme plutôt que de se trouver en présence de l'Olonnais. Le seul bruit de son nom dépeuplait les villages, et l'on affirmait que les souris se sauvaient dans la jungle à son approche. [...] Un jour où il avait particulièrement soif de sang, il ordonna de disposer sur un rang quatre-vingt-sept prisonniers, pieds et poings liés. Puis il se promena le long de la file, tenant une pierre à aiguiser d'une main, et un long sabre de l'autre, et coupa quatre-vingt-sept têtes. Mais l'Olonnais ne se contenta pas de tuer des Espagnols. Il s'en fut dans le doux pays de Yucatán où les gens vivaient dans des cités en ruine, où les vierges marchaient couronnées de fleurs. C'était un peuple paisible qui s'éteignait de façon inexplicable. Quand l'Olonnais se retira, les villes n'étaient plus que des amas de pierres et de cendres, et les couronnes avaient disparu à jamais. »

### Des conquêtes rares et difficiles
Après une forte résistance des soldats espagnols, San Pedro (actuel Honduras) tombe entre les mains des flibustiers. Mais la plupart des habitants se sont déjà enfuis, et ont eu le temps de mettre leurs biens en sécurité. Sans grand butin, l'Olonnois fait mettre le feu à la ville et revient s'ancrer dans le golfe de San Pedro dans l'attente du navire espagnol chargé du commerce des produits locaux.
Lorsque le navire espagnol La Hourque attendu arrive enfin, l'Olonnais donne ordre d'appareiller les vaisseaux, mais les Espagnols qui avaient été avertis d'une attaque avaient préparé leurs canons, débâclé leur navire et vidé les cales des éléments de valeur. L'Olonnais ne fait pas un grand butin en prenant le bâtiment. Ils ne trouvent dans la Hourque ni or ni argent.

### La fin de l'Olonnais
L'Olonnais, avec 150 hommes seulement restés à son service, atteint, à bord de barques à fond plat qu'ils ont construites, l'embouchure du Rio San Juan, qui mène au lac Nicaragua. Mais les Indigènes et les espagnols les repoussent. Il continue à la voile le long des côtes du golfe de Darien. Descendu à terre pour trouver des vivres et de l'eau douce, il est fait prisonnier par des indigènes libres qui d'après Exquemelin « le hachèrent par quartiers, le firent rôtir et le mangèrent ».

## Dans la culture

### Romans
- Michel Ragon, le Marin des sables (1987), roman dont l'Olonnais est le personnage principal.
- Yvon Marquis, Nau l'Olonnais, fléau des Caraïbes : l'Olonnais est aussi le héros, droit et loyal, mais impitoyable, de ce roman[9],[10].
- Laurent Whale, Les Pilleurs d'âmes (2010) : ce roman d'aventure mêlant espionnage intergalactique et flibuste du XVIIe siècle se déroule sur le navire de l'Olonnais, décrivant la cruauté de la piraterie.
- Fanny Lesaint, Lolonoa, journal d'un pirate des Caraïbes (éditions Beaupré, 2017), est aussi centré sur l'Olonnais.

D'autres romans le font apparaitre de façon moins centrale : 
- Évelyne Brisou-Pellen, Le Manoir, I, 5 : Lou et l'île maudite (Bayard, 2015), où l'Olonnais apparaît comme un « fantôme gris » aidant les « fantômes blancs » à vaincre un autre fantôme gris.
- Peter Benchley, The Island, 1979 : une version fictionnalisée de l'Olonnais y est souvent mentionnée[pas clair].
- Rafael Sabatini, Captain Blood : certains des exploits de l'Olonnais, comme la prise de Maracaibo, sont utilisés dans les aventures du pirate (fictif) Peter Blood.
- Emilio Salgari, The Black Corsair : d'autres exploits de l'Olonnais apparaissent aussi dans ce roman.

### Bande dessinée
- Le patronyme de Roronoa Zoro dans le manga One Piece vient de l'Olonnois (en japonais, il n'y a pas de différence entre le R et le L, ainsi l'Olonnois (« lolonoa ») et Roronoa sont prononcés de façon similaire[11].
- Sébastien Viozat, Tortuga (2 tomes, éditions Ankama, 2010) : l'Olonnais apparait dans le tome 2, mais ses actions sont totalement fictives.

### Cinéma
- Les Pirates de la côte de Domenico Paolella (1960) : dans ce film franco-italien, mais tourné en italien, le principal pirate s'appelle Olonese (Livio Lorenzon), nom conservé dans la version française. Ce personnage, très brutal, est surtout présenté comme déloyal, trahissant les pirates avec le gouverneur espagnol d'Haïti, qui lui-même trahit le roi d'Espagne au profit des Anglais.

### Jeux vidéo
- L'Olonnais apparait dans les jeux vidéo Sid Meier's Pirates! , Tropico 2 : La Baie des Pirates, The Pirate : Caribbean Hunt et Assassin's creed : Pirates'

### Chanson
- Michel Tonnerre parle de ce flibustier dans la chanson L'Olonnois dans l'album C'est la mer.
- Le groupe français de black metal Ars Moriendi a consacré un de ses titres, Le fléau français, à la vie de ce marin sur son album Sepelitur Alleluia (2016).